# Evagrius Scholasticus
Evagrius Scholasticus (Grieks: Εὐάγριος Σχολαστικός; Evagarios Scholastikos) (Epiphania, 536/537 - na 594) was de auteur van een zesdelige kerkgeschiedenis. Dit werk besloeg een periode van 163 jaar, van het eerste concilie van Efeze in 431 tot het 12e jaar van de keizer Mauricius in 594.

## Leven
Evagrius werd in 536 en 537 in Epiphania (provincie Homs) in Coele-Syrië geboren. Samen met zijn ouders verhuisde hij eerst naar Apamea, waar hij onderwijs volgde. Vervolgens leefde hij in Antiochië, de hoofdstad van Syrië, waar hij een carrière als jurist begon.
Als advocaat kreeg hij het cognomen Scholasticus. Hij raakte in de gunst bij de Georgios, de patriarch van Antiochië, en werd gekozen om hem te helpen bij het nemen van beslissingen. Evagrius lijkt in Antiochië de algemene achting en goodwill te hebben genoten. Bij zijn tweede huwelijk was de stad naar zijn eigen zeggen gevuld met vreugde en werd hem door de burgers van Antiochië grote eer bewezen.
Hij vergezelde Georgios van Theopolis naar Constantinopel, waar hij diens zaak met succes bepleitte, toen Georgios voor het gerecht werd gedaagd om daar verantwoording af te leggen over vermeend seksueel wangedrag.
Evagrius schreef een aantal boeken over theologische zaken, die hij opdroeg aan keizer Mauricius. Deze werken zijn echter verloren gegaan.
Zijn enige overlevende werk, “De kerkgeschiedenis”, die hij voor het jaar 594 voltooide, was een zesdelige compilatie van de regionale geschiedenis van de Christelijke kerk vanaf het eerste concilie van Efese in 431 tot zijn eigen tijd.

## DeGeschiedenis
De geschiedenis van Evagrius was bedoeld als een voortzetting van die van Eusebius, Socrates Scholasticus, Sozomenus en Theodoretus van Cyrrhus. Hij doorzocht alle informatiebronnen die hem ter beschikking stonden - de geschriften van Eustatius de Syriër, Zosimus, Priscus, Johannes Malalas, Procopius van Caesarea, Agathias Scholastikos en andere goede schrijvers - en nam zich voor om hun verspreide informatie samen te brengen:, "opdat de  beroemde daden, die sluimeren in het stof der vergetelheid, nieuw leven wordt ingeblazen; dat zij door mijn pen worden beroerd en zo worden bewaard voor het onsterfelijke geheugen" (uit het voorwoord van zijn Geschiedenis).

## Voetnoten
1. ↑  Chesnut, blz. 216

- Bibsys: 95001689
- Biblioteca Nacional de España: XX1341809
- Bibliothèque nationale de France: cb132060638 (data)
- CiNii: DA03338116
- Gemeinsame Normdatei: 118682512
- International Standard Name Identifier: 0000 0000 7970 1985
- Library of Congress Control Number: n79095423
- Nationale Bibliotheek van Tsjechië: jn20000400640
- Nationale bibliotheek van Australië: 36504660
- Nationale Bibliotheek van Israël: 987007260948905171
- Nederlandse Thesaurus van Auteursnamen: 073739979
- Réseau des bibliothèques de Suisse occidentale: 02-A009988675
- Système universitaire de documentation: 067069657
- Trove: 1262478
- Virtual International Authority File: 8181546